# Ardi-Gasna
Pour les articles homonymes, voir Ardi.
Ardi-Gasna est une marque commerciale déposée appartenant à la société française fromagerie Agour Gasnategia, implantée à Hélette dans le département des Pyrénées-Atlantiques au Pays basque français. Elle est apposée sur une des multiples productions de fromages portant l'appellation d'origine protégée ossau-iraty fabriquées au Pays basque.

## Étymologie
L'étymologie de cette marque est basque : ardi gasna signifie « fromage de brebis » en dialecte navarro-labourdin (ardi gazta en basque unifié)

## Présentation
Cette marque a la particularité d'être apposée sur des ossau-iraty de lait cru dont la croûte est frottée durant l'affinage avec une purée à base de piments d'Espelette.

### Déclinaisons
- Petit Ardi-Gasna affiné 3 mois, poids 0,7 kg[2]
- Ardi-Gasna affiné 12 mois, poids 4,5 kg[2]

## Fabrication

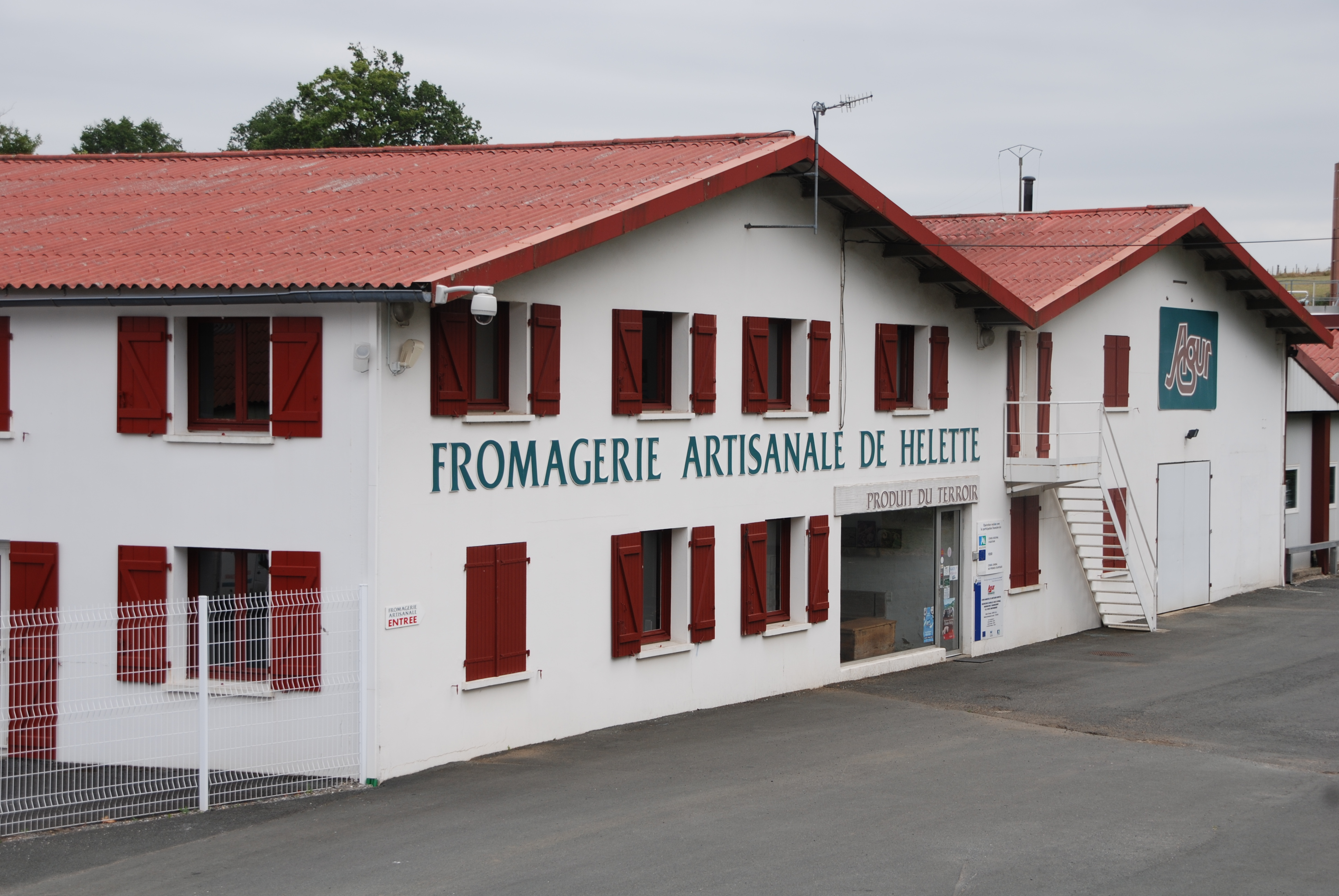
La fromagerie Agour Gasnategia à Hélette.

La fromagerie Agour Gasnategia achète et collecte les laits crus réfrigérés chez les agriculteurs éleveurs laitiers du Pays basque français. Elle emploie des processus de fabrication industriels. Elle dispose des plus grandes caves d’affinage du Sud-Ouest.

## Consommation

### Vins conseillés
- vin blanc moelleux liquoreux[4].
- vin rosé[4] : Béarn, Champagne.

### Saisons conseillées
Les laits transformés sont de qualité optimale durant l'été et l'automne.